# メイン・セルティックス
メイン・セルティックス（Maine Celtics）は、NBAGリーグに所属するプロバスケットボールのチームであり、NBAのボストン・セルティックスと提携関係にある。メイン州ポートランドを本拠地とし、2009年2月5日NBADLに承認を受け、2009-2010シーズンより参入している。ポートランド・エクスポジッション・ビルディングをホームコートとしている。

## チーム名
一般公募を経て、2009年4月2日にレッドクローズという名前が発表された。他の候補はビーコンズ、クラッシャーズ、デストロイヤーズ、スウォーム、トラップスであった。チーム名とロゴに使われているロブスターは、メイン州を含むニューイングランド地域がロブスターの産地であることに由来する。また「レッド」は、セルティックスのコーチであったレッド・アワーバックにちなんだものであった。
2021年5月24日に2021-2022シーズンから名称をメイン・セルティックスに変更することが発表された。